# Najtia vicaria
 (septembre 2019).
Genre
Espèce
Synonymes
- Isotoma vicaria Arlé, 1960

Najtia vicaria, unique représentant du genre Najtia, est une espèce de collemboles de la famille des Isotomidae.

## Distribution
Cette espèce est endémique de l'État de Rio de Janeiro au Brésil.

## Étymologie
Ce genre est nommé en l'honneur de Judith Najt.

## Publications originales
- Arlé, 1960 : Collembola Arthropleona do Brasil oriental e central. Arquivos do Museu Nacional Rio de Janeiro, vol. 49, p. 155-211.
- Arlé & Mendonça, 1986 : Descricao do macho de Isotoma vicaria Arle, 1959 com proposta de um novo genero (Collembola, Isotomidae). Revista Brasileira de Entomologia, vol. 38, no 1, p. 1-4.